# Monthoiron
Monthoiron település Franciaországban, Vienne megyében. Lakosainak száma 672 fő (2022. január 1.). Monthoiron Archigny, Availles-en-Châtellerault, Bonneuil-Matours, Chenevelles, Vouneuil-sur-Vienne és Senillé-Saint-Sauveur községekkel határos.

## Népesség
A település népességének változása:
| Lakosok száma | 680  | 664  | 673  | 662  | 664  | 665  | 667  | 673  | 672  |
|               | 2013 | 2015 | 2016 | 2017 | 2018 | 2019 | 2020 | 2021 | 2022 |